# Ángel Losada García
Ángel Losada García (Alaraz, Salamanca, 6 de juliol de 1917 - Madrid, 31 d'agost de 1995) va ser un humanista, jurista, investigador, periodista i escriptor espanyol.

## Trajectòria
Cursà Humanitats a la Universitat Pontifícia de Comillas, i es doctorà en Dret i en Filosofia i Lletres per la Universitat Central de Madrid. Exercí com a docent a aquesta darrera universitat. I com a investigador als instituts "Francisco de Vitoria" i "Gonzalo Fernández de Oviedo" del Consell Superior d'Investigacions Científiques. Al mateix temps, col·laborà amb l'Institut d'Estudis Polítics (IEP) i l'Institut de Cultura Hispànica (ICH). Després, ingressà a l'Organització Internacional del Treball (OIT) on exercí d'alt funcionari durant més de vint-i-cinc anys. També fou membre de la Delegació de la Santa Seu davant de l'Oficina de Nacions Unides, i en altres organismes especialitzats de Ginebra, acreditat davant del Programa de les Nacions Unides per al Desenvolupament i la Subcomissió de Drets Humans de les Nacions Unides en qualitat d'expert en temes de cristianització d'Amèrica.
Fou membre de la Reial Acadèmia de la Història d'Espanya, de l'Acadèmia Nacional de la Història de Veneçuela, de la Real Academia de Ciencias, Bellas Letras y Nobles Artes de Córdoba i comanador de l'Orde de Sant Gregori el Gran. També fou membre del jurat del Premi Princesa d'Astúries de Comunicació i Humanitats. I exercí com a periodista i corresponsal del diari ABC a Alemanya, durant més de vint anys, i del diari Ya a Ginebra.
Gaudí d'un reconeixement important en l'àmbit internacional, i va intervenir en nombrosos col·loquis i congressos a Europa i Amèrica. Com a especialista en l'humanisme en general i en el del món hispà en particular, centrà la seva recerca molt especialment en dos personatges, oposats i complementaris alhora, Fra Bartolomé de las Casas i Juan Ginés de Sepúlveda. Més endavant, amplià les seves investigacions, en particular en les últimes dècades, a l'humanista Joan Lluís Vives, especialment pel que fa a la seva empremta a Amèrica, i també a Diego de Avendaño, moralista i jurista jesuïta, que un segle després de les Cases va defensar la dignitat humana dels indis i negres a Amèrica.

## Publicacions[3]
- "Luis Vives y la polémica entre Fray Bartolomé de las Casas y Juan Ginés de Sepúlveda sobre las justas causas de la guerra contra los indios". A: Francisco Javier Fernández Nieto, Antonio Mestre, Antonio Melero Bellido (coord.). Luis Vives y el humanismo Europeo, pàg. 41-54 (1998)
- "El Thesaurus Indicus de Diego de Avendaño". A: José Oroz Reta. Actas del I Simposio de latín cristiano, pàg. 353-363 (1990)
- "Sobre la huella de Las Casas: el P. Lebret, pionero de los teimpos modernos". A: Actas del I Congreso Internacional sobre los Dominicos y el Nuevo Mundo: Sevilla, 21-25 de abril de 1987, pàg. 351-364 (1988)
- "En la España del siglo XV, la voz de un eminente teólogo español se alza contra la acusación de 'deicidio', Alfonso Fernández de Madrigal 'El Tostado'". A: Francisco Ruiz Gómez, Manuel Espadas Burgos (coord.). Encuentros en Sefarad: Actas del Congreso Internacional "Los Judios en la Historia de España", pàg. 265-292 (1987)
- "La doctrina de Las Casas y su impacto en la Ilustración francesa (Voltaire, Rosseau...)". A: En el quinto centenario de Bartolomé de las Casas, pàg. 169-184 (1986)
- Juan Ginés de Sepúlveda a través de su "espistolario" y nuevos documentos. Universidad Complutense de Madrid (tesi) (1949)